# Hyporhagus rufolineatus
Hyporhagus rufolineatus es una especie de coleóptero de la familia Monommatidae.

## Distribución geográfica
Habita en Brasil y Argentina.